# Marree
Marree is een kleine plaats in het noorden van Zuid-Australië met zo'n 70 inwoners. Marree ligt 685 km ten noorden van Adelaide op de kruising van de Oodnadatta Track en de Birdsville Track, 49 meter boven zeeniveau. Het gebied wordt vooral bewoond door Dieri.
De eerste Europese ontdekkingstocht door het gebied werd in 1840 uitgevoerd door Edward John Eyre. In 1859 bezocht ontdekkingsreiziger John McDouall Stuart het gebied.
In 1883 bereikte de Central Australia Railway de plaats. Marree werd een belangrijk station voor veetransport. De spoorweg werd later doorgetrokken naar Alice Springs (voltooid in 1929). Op dit traject reed de beroemde trein The Ghan. In 1980 werd de spoorlijn Adelaide - Alice Springs echter meer naar het westen gelegd en verloor Marree haar verbinding met het spoor.